# Global Basketball Association 1992-1993
La stagione GBA 1992-1993 fu la seconda della Global Basketball Association. Parteciparono 8 squadre in un unico girone.
Rispetto alla stagione precedente si aggiunsero i Cedar Rapids Sharpshooters e i Mississippi Coast Sharks. I Music City Jammers si trasferirono a Jackson, diventando i Jackson Jammers, mentre gli Albany Sharp Shooters si rinominarono South GA Blues. I Greensboro City Gaters, gli Huntsville Lasers, i Pensacola HotShots, i Raleigh Bullfrogs e i Wichita Outlaws scomparvero.
I Louisville Shooters fallirono dopo tre partite. La lega fallì nel dicembre del 1992, a stagione in corso.

## Squadre partecipanti
- Cedar R. Sharpsh.
- Fayetteville Flyers
- Greenville Spinners
- Jackson Jammers
- Louisville Shooters
- M.M. Great Lakers
- Mississippi Sharks
- South GA Blues

## Classifica
| Squadra                    | V  | P  | %    | GB  |
| -------------------------- | -- | -- | ---- | --- |
| Cedar Rapids Sharpshooters | 12 | 4  | 75,0 | -   |
| Greenville Spinners        | 9  | 5  | 64,3 | 2   |
| Fayetteville Flyers        | 10 | 7  | 58,8 | 2,5 |
| South GA Blues             | 8  | 8  | 50,0 | 4   |
| Mid-Michigan Great Lakers  | 6  | 9  | 40,0 | 5,5 |
| Mississippi Coast Sharks   | 6  | 9  | 40,0 | 5,5 |
| Jackson Jammers            | 6  | 12 | 33,3 | 7   |
| Louisville Shooters        | 0  | 3  | 0,0  |     |